# Hoài Nhu

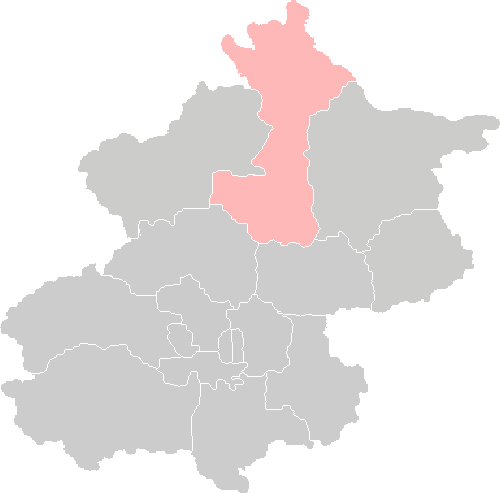

Hoài Nhu (tiếng Trung: 怀柔区, bính âm: Huáiróu Qū, Hán Việt: Hoài Nhu khu là một quận cận nội thành của thủ đô Bắc Kinh, Trung Quốc. Quận Hoài Nhu có diện tích 2557,3 km², dân số theo điều tra năm 2000 là 296.000 người và mật độ dân số là 116 người/km². Đây là huyện Hoài Nhu cho đến 2001 thì được chuyển thành quận.